# Sopeira
Sopeira község Spanyolországban, Huesca tartományban. Sopeira El Pont de Suert, Tremp, Bonansa, Arén és Veracruz községekkel határos. Lakosainak száma 84 fő (2024).

## Népesség
A település népessége az utóbbi években az alábbiak szerint változott:
| Lakosok száma | 109  | 100  | 106  | 111  | 114  | 107  | 96   | 91   | 93   | 84   |
|               | 2001 | 2004 | 2007 | 2009 | 2012 | 2014 | 2017 | 2019 | 2022 | 2024 |